# Тодрия, Сильвестр Ясевич
Сильвестр Ясевич Тодрия (груз. სილიბისტრო (სილია) ესეს ძე თოდრია; 4 (16) января 1880, село Ианеули, Озургетский уезд, Кутаисская губерния — 8 июня 1936, Тифлис) — участник революционного движения в России, советский государственный деятель.

## Биография
Родился в бедной крестьянской семье. С 1897 года работал в типографии в Батуме, освоил профессию наборщика. В 1901 году вступил в РСДРП. Участник забастовки типографских рабочих. В 1902—1905 годах жил и работал в Баку. Осенью 1905 года выехал в Москву, участник Декабрьского восстания 1905 года в Москве. 11 декабря 1905 года был арестован. После освобождения работал в различных типографиях в Петербурге и Выборге. В 1915 году возвратился в Тифлис, возглавил профсоюз печатников. Весной 1918 года переехал во Владикавказ.
После установления Советской власти в Грузии (25 февраля 1921 года) занимал ряд ответственных постов в руководстве страны. В 1921 году председатель Тифлисского ревкома; 1921—1922 нарком социального обеспечения, нарком земледелия, 1927—1929 нарком труда, с 1929 года — секретарь ЦИК ГрузССР и ЗСФСР.
Написал ряд литературных произведений, сатирически разоблачал классовых врагов, служителей культа и т. п. Сотрудничал в грузинском юмористическом журнале «Нианги» («Крокодил»). Один из организаторов и руководителей Объединения пролетарских писателей Грузии.
Был похоронен в Пантеоне Мтацминда, но впоследствии перезахоронен оттуда в ходе кампании декоммунизации.